# Măldărești (gmina Lădești)
Măldărești – wieś w Rumunii, w okręgu Vâlcea, w gminie Lădești. W 2011 roku liczyła 304 mieszkańców.